# TiVulandia 4
TiVulandia 4 è una raccolta di sigle dei cartoni animati del 2003, ristampa su CD della celebre collana omonima degli anni 80, ad opera dell'etichetta discografica BMG/Ricordi.
L'album, pubblicato a distanza di venti anni esatti dall'ultimo LP conclusivo della serie, è il quarto di cinque ristampe (tra il 1994 ed il 2003) delle sigle più famose degli anime giapponesi trasmessi dalle reti RAI e Syndication, negli anni 80, generando in qualche modo, una sorta di riscoperta e di revival del genere.
La track list non rispecchia la stessa della versione in vinile ma, include molte sigle mai stampate su CD fino a quel momento. Il CD è stato incluso nella collana per ragazzi "Linea Kids".

## Tracce
1. Devilman (testo: Riccardo Zara – musica: Riccardo Zara)
2. Angie (testo: Maria Letizia Amoroso – musica: Corrado Castellari)
3. Jane & Micci (testo: Ugo Caldari – musica: Nico Fidenco)
4. Superboy Shadaw (testo: Franco Migliacci – musica: Mauro Goldsand, Aldo Tamborelli)
5. Chobin (testo: Franco Migliacci – musica: Mauro Goldsand, Aldo Tamborelli)
6. Mr. Baseball (testo: Lucio Macchiarella – musica: Mauro Goldsand, Aldo Tamborelli)
7. L'isola dei Robinson (testo: Riccardo Zara – musica: Riccardo Zara)
8. Il libro Cuore (testo: Riccardo Zara – musica: Riccardo Zara)
9. Nero cane di leva (testo: Riccardo Zara – musica: Riccardo Zara)
10. La canzone di Doraemon (testo: Franco Migliacci – musica: Shunsuke Kikuchi)
11. Minuetto per la regina (testo: Riccardo Zara – musica: Riccardo Zara)
12. Supergulp (testo: Franco Godi – musica: Franco Godi)
13. Lucy (testo: Lucio Macchiarella – musica: Stefano Senesi)
14. Fiordiligi (testo: Fabrizio Ferri – musica: Fabrizio Ferri)
15. Piccolo Remi (testo: Franco Migliacci – musica: Jimmy Fontana)
16. Quando la banda va (testo: Franco Migliacci – musica: Gino Peguri, Aldo Tamborelli)
17. Daikengo (testo: Salvatore Pinna – musica: Walter Rodi, Giorgio Santini)
18. Minutino (testo: Franco Migliacci – musica: Gino Peguri)

## Interpreti
- Chelli e Chelli (2)
- I Cavalieri del Re (1-7-8-9-11)
- Georgia Lepore (14)
- Nico Fidenco (3)
- Happy Gang (6)
- Le Mele Verdi (5)
- I Pandemonium (16)
- Jimmy Fontana (15)
- Franco Martin (17)
- Nico Fidenco (9)
- Orchestra di Franco Godi (12)
- Il Mago, la Fata e la Zucca Bacata (4-5-18)
- Coro "i nostri figli" di Nora Orlandi (10)

- Cori: Paola Orlandi, I Piccoli Cantori di Milano diretti da Laura Marcora, I Piccoli Cantori di Nini Comolli.